# Device (formație heavy metal)
Device este o formație de industrial metal fondată de David Draiman, liderul formației heavy metal Disturbed. Draiman împreună cu Geno Lenardo, fostul chitarist de la Filter, au început să lucreze la noul material pentru albumul de debut în 2012. și ca rezultat pe 9 aprilie 2013 au lansat albumul Device. Primul single și a treia piesă de pe album, "Vilify" a fost lansat la radio, înainte de album, pe 19 februarie 2013, împreună cu primul lor videoclip, regizat de P. R. Brown. Al doilea single fiind și piesa de intro, "You Think You Know", a fost lansat pe 11 iunie 2013, împreună cu videoclipul regizat de același Brown.

## Membrii formației
Membri
- David Draiman – vocal (2012–prezent)
- Geno Lenardo - chitară (2012–prezent)

Muzicieni de turnee
- Will Hunt – baterie (2013–prezent)
- Virus – chitară, back vocal (2013–prezent)

## Discografie

### Albume de studio
| Titlu  | Detalii album                                                                  | Poziții în topuri | Poziții în topuri | Poziții în topuri | Poziții în topuri | Poziții în topuri | Poziții în topuri | Poziții în topuri | Poziții în topuri | Poziții în topuri |
| Titlu  | Detalii album                                                                  | US                | AUS               | AUT               | BEL (FL)          | BEL (WA)          | CAN               | GER               | NZ                | UK                |
| ------ | ------------------------------------------------------------------------------ | ----------------- | ----------------- | ----------------- | ----------------- | ----------------- | ----------------- | ----------------- | ----------------- | ----------------- |
| Device | - Lansat: 9 aprilie 2013 - Label: Warner Bros. - Formate: CD, digital download | 11                | 26                | 57                | 171               | 153               | 11                | 54                | 4                 | 64                |

### Single-uri
| Titlu                | An   | Poziții în topuri | Poziții în topuri | Poziții în topuri | Album  |
| Titlu                | An   | US Act. Rock      | US Heri. Rock     | US Main. Rock     | Album  |
| -------------------- | ---- | ----------------- | ----------------- | ----------------- | ------ |
| "Vilify"             | 2013 | 1                 | 6                 | 1                 | Device |
| "You Think You Know" | 2013 | 30                | —                 | 22                | Device |

### Videoclipuri
List of music videos, showing year released, director and album name
| An   | Titlu                | Regizor     | Album  |
| ---- | -------------------- | ----------- | ------ |
| 2013 | "Vilify"             | P. R. Brown | Device |
| 2013 | "You Think You Know" | P. R. Brown | Device |